# Llista de rius de Califòrnia

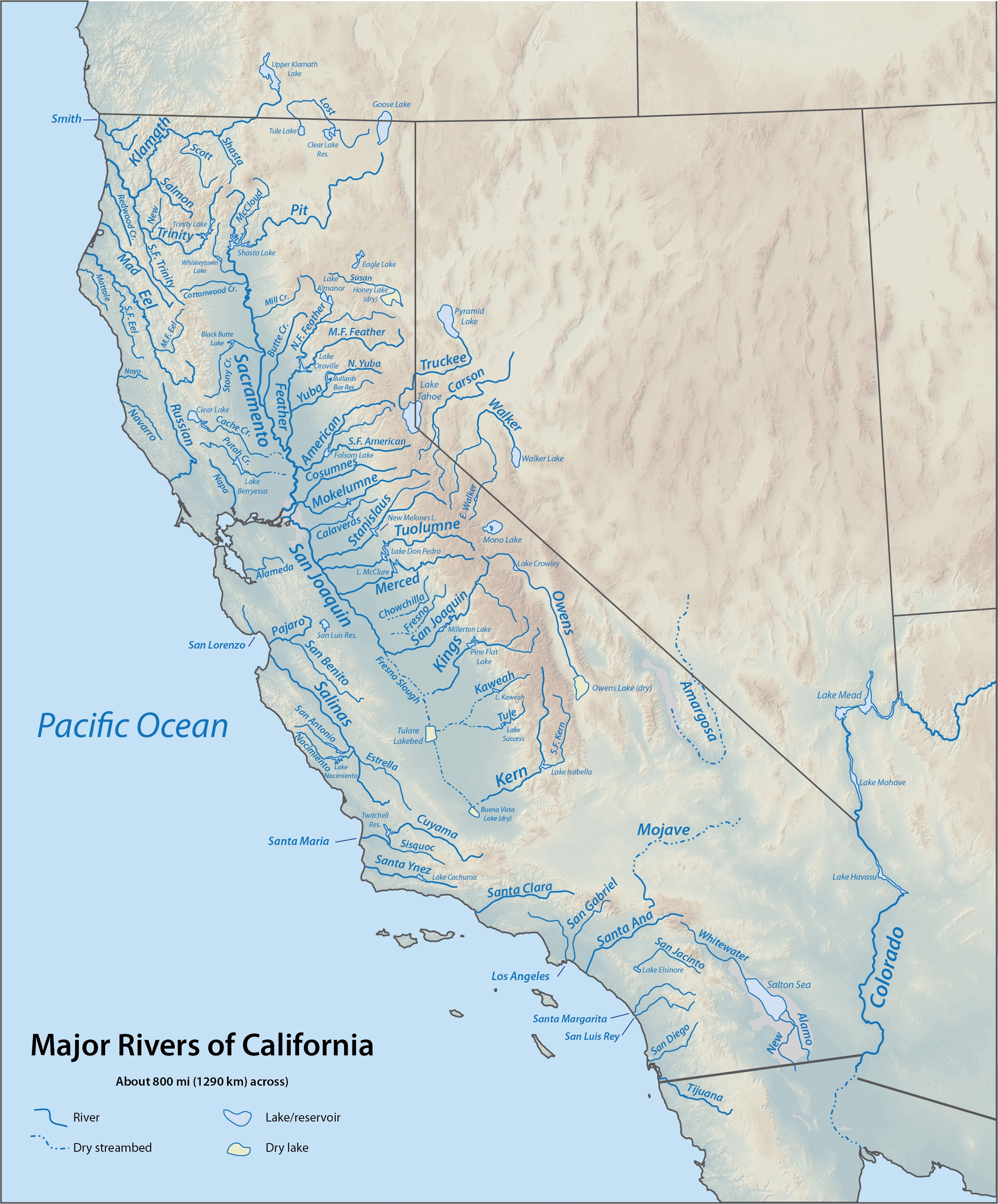
Mapa d'alguns dels rius i llacs principals de Califòrnia

Aquesta és una llista de rius de Califòrnia, agrupada per regió.

## Costa Nord (al nord de la badia de Humboldt)

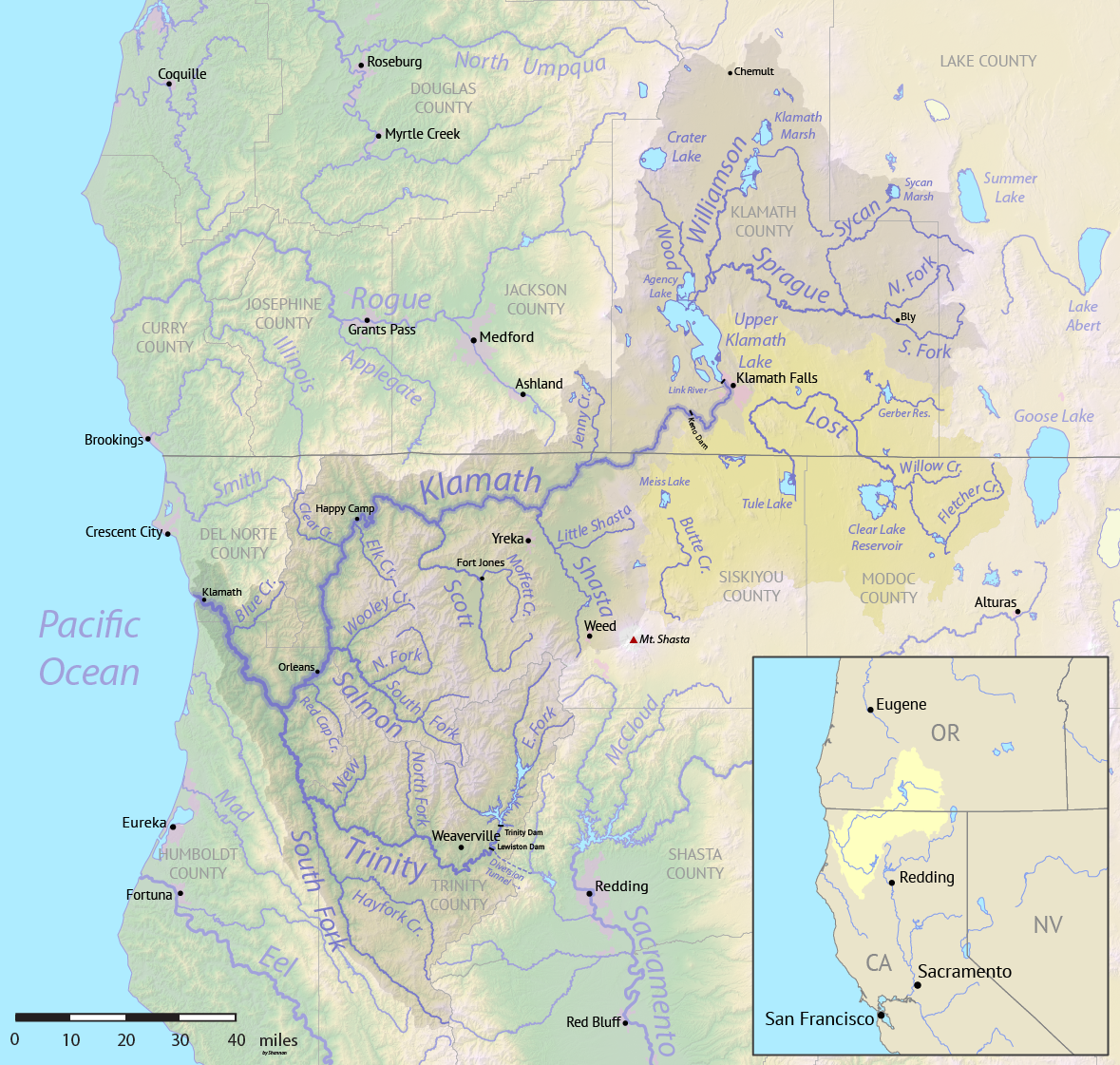
Conca del riu Klamath

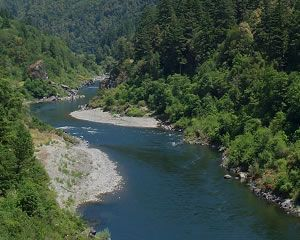
El riu Trinity

Rius i rierols entre la frontera amb Oregon i la badia de Humboldt que desemboquen a l'oceà Pacífic (de nord a sud; els afluents ordenats per proximitat de la confluència al mar primer). La negreta indica els rius amb llistes més detallades a les següents seccions.
- Riu Smith
- Wilson Creek
- Riu Klamath
- Redwood Creek
- Riu Little
- Riu Mad

### Riu Smith
- Rowdy Creek
- Mill Creek
- Myrtle Creek
- Forquilla sud del riu Smith
  - Craigs Creek
  - Coon Creek
  - Rock Creek
  - Gordon Creek
  - Goose Creek
  - Hurdygurdy Creek
  - Jones Creek
  - Buck Creek
  - Quartz Creek
  - Eightmile Creek
  - Harrington Creek
  - Forquilla Prescott del riu Smith
- Forquilla central del riu Smith
  - Patrick Creek
  - Little Jones Creek
  - Monkey Creek
  - Forquilla Siskiyou del riu Smith
  - Griffin Creek
  - Knopki Creek
- Forquilla nord del riu Smith
  - Stony Creek
  - Still Creek
  - Diamond Creek

### Riu Klamath
- Hunter Creek
- Turwar Creek
- Blue Creek
  - Forquilla oest del Blue Creek
  - Nikowitz Creek
  - Forquilla de Crescent City del Blue Creek
  - Forquilla est del Blue Creek
- Ah Pah Creek
- Tectah Creek
- Pecwan Creek
- Mettah Creek
- Roach Creek
- Tully Creek
- Pine Creek
- Riu Trinity
- Hopkins Creek
- Copper Creek
  - Indian Creek
- Bluff Creek
  - Fish Creek
  - Forquilla est del Bluff Creek
  - Notice Creek
  - Forquilla nord del Bluff Creek
- Slate Creek
- Red Cap Creek
  - Forquilla nord del Red Cap Creek
  - Forquilla central del Red Cap Creek
- Boise Creek
- Camp Creek
- Pearch Creek
- Riu Salmon
- Rogers Creek
- Irving Creek
- Rock Creek
- Swillup Creek
- Ukonom Creek
  - Forquilla McCash
- King Creek
- Independence Creek
- Clear Creek
  - Forquilla sud del Clear Creek
  - Fivemile Creek
  - Tenmile Creek
  - Bear Valley Creek
  - Red Hill Creek
  - Forquilla oest del Clear Creek
  - Doe Creek
- Oak Flat Creek
- Elk Creek
  - Forquilla est del Elk Creek
  - Doolittle Creek
  - Bear Creek
  - Granite Creek
    - Burney Valley Creek

  - Toms Valley Creek
  - Rainy Valley Creek
- Indian Creek
  - Doolittle Creek
  - Forquilla est de l'Indian Creek
  - Forquilla sud de l'Indian Creek
    - Forquilla de la vall Twin de l'Indian Creek

  - Mill Creek
  - Granite Creek
  - Green Creek
- China Creek
- Thompson Creek
- Fort Goff Creek
- Portuguese Creek
- Seiad Creek
- Grider Creek
- Walker Creek
- Riu Scott
  - Mill Creek
  - Kelsey Creek
  - Shackleford Creek
  - Indian Creek
  - Moffett Creek
  - Kidder Creek
  - Etna Creek
  - Sugar Creek
  - Forquilla est del riu Scott
  - Forquilla sud del riu Scott
- Riu Shasta
  - Yreka Creek
  - Oregon Slough
  - Riu Little Shasta
  - Willow Creek
  - Parks Creek
  - Whitney Creek
- Cottonwood Creek
- Bogus Creek
- Jenny Creek
- Butte Creek (s'uneix al Klamath a Oregon)
- Riu Lost (s'uneix al Klamath a Oregon)
  - Rock Creek
  - Willow Creek
  - Mowitz Creek

#### Riu Trinity
- Mill Creek
- Tish Tang o Tang Creek
- Horse Linto Creek
- Willow Creek
- Forquilla sud del riu Trinity
  - Madden Creek
  - Grouse Creek
    - Mosquito Creek

  - Buckeye Creek
  - Hayfork Creek
    - Corral Creek
    - Salt Creek
    - Big Creek
    - Carr Creek
    - Forquilla est del Hayfork Creek

  - Indian Valley Creek
    - Butter Creek

  - Plummer Creek
  - Rattlesnake Creek
  - Smoky Creek
  - Happy Camp Creek
  - Forquilla est de la forquilla sud del riu Trinity
    - Prospect Creek

  - Shell Mountain Creek
- Sharber Creek
- Quinby Creek
- Hawkins Creek
- Riu New
  - Bell Creek
  - Big Creek
  - China Creek
  - Panther Creek
  - Quinby Creek
  - Devils Canyon Creek
  - Forquilla est del riu New
  - Slide Creek
  - Virgin Creek
- Canadian Creek
- Big French Creek
- Little French Creek
- Price Creek
- Manzanita Creek
- Big Bar Creek
- Sailor Bar Creek
- Forquilla nord del riu Trinity
  - Forquilla est de la forquilla nord del riu Trinity
  - Backbone Creek
  - Whites Creek
  - China Creek
  - Rattlesnake Creek
  - Gas Creek
  - Grizzly Creek
- Canyon Creek
  - Big East Fork Canyon Creek
  - Little East Fork Canyon Creek
- Oregon Gulch
- Soldier Creek
- Dutch Creek
- Browns Creek
  - Little Creek
- Reading Creek
- Weaver Creek
  - Little Browns Creek
  - East Weaver Creek
  - West Weaver Creek
- Indian Creek
- Grass Valley Creek
  - Little Grass Valley Creek
- Rush Creek
- Deadwood Creek
- Papoose Creek
- Forquilla Stuart del riu Trinity
  - Hobel Creek
  - Mule Creek
  - Stoney Creek
  - Owens Creek
  - Deep Creek
  - Boulder Creek
  - Deer Creek
- Swift Creek
  - Granite Creek
- Forquilla est del riu Trinity
  - Cedar Creek
  - Mumbo Creek
  - Crow Creek
  - Baker Creek
- Coffee Creek
  - Little Boulder Creek
  - Boulder Creek
  - Sugar Pine Creek
  - Forquilla est del Coffee Creek
  - Forquilla nord del Coffee Creek
  - Union Creek
  - Forquilla sud del Coffee Creek
- Scorpion Creek
- Eagle Creek
- Ramshorn Creek
- Bear Creek
- Tangle Blue Creek
- Scott Mountain Creek
- Riu Little Trinity
- Sherer Creek
- Picayune Creek
- Cedar Creek
- Bear Creek
- High Camp Creek

#### Riu Salmon
- Merrill Creek
- Somes Creek
- Wooley Creek
  - Steinacher Creek
  - Bridge Creek
  - Rock Creek
  - Hancock Creek
  - Forquilla nord del Wooley Creek
    - Forquilla Cuddihy de la forquilla nord del Wooley Creek

  - Hell Hole Creek
  - Big Meadows Creek
  - Forquilla sud del Wooley Creek
  - Forquilla Big Elk del Wooley Creek
- Butler Creek
- Morehouse Creek
- Nordheimer Creek
- Crapo Creek
- Forquilla nord del riu Salmon
  - Forquilla Little de la forquilla nord del riu Salmon
  - Russian Creek
  - Forquilla Right Hand de la forquilla nord del riu Salmon
- Forquilla sud del riu Salmon
  - Knownothing Creek
  - Methodist Creek
  - Black Bear Creek
  - Plummer Creek
  - St Claire Creek
  - Crawford Creek
  - Cecil Creek
  - Forquilla est de la forquilla sud del riu Salmon
    - Taylor Creek

  - Rush Creek
  - Forquilla Little de la forquilla sud del riu Salmon

### Redwood Creek
- Prairie Creek
  - Lost Man Creek
- McArthur Creek
- Tom McDonald Creek
- Bridge Creek
- Copper Creek
- Devils Creek
- Coyote Creek
- Panther Creek
- Garrett Creek
- Lacks Creek
- Minor Creek
- Lupton Creek
- Noisy Creek
- High Prairie Creek
- Minon Creek
- Lake Prairie Creek
- Bradford Creek
- Pardee Creek
- Twin Lakes Creek

### Riu Mad
- Maple Creek

## Costa Nord (badia de Humboldt)
Els principals corrents que arriben a la badia de Humboldt s'han llista de nord a sud, començant al nord de la entrada de la badia i continuant en sentit de les agulles del rellotge. El afluents que conflueixen més a prop de la badia es llisten primer.
- Jacoby Creek
- Eureka Slough
  - Freshwater Slough
    - Freshwater Creek
- Riu Elk
- Salmon Creek

## Costa Nord (al sud de la badia de Humboldt)

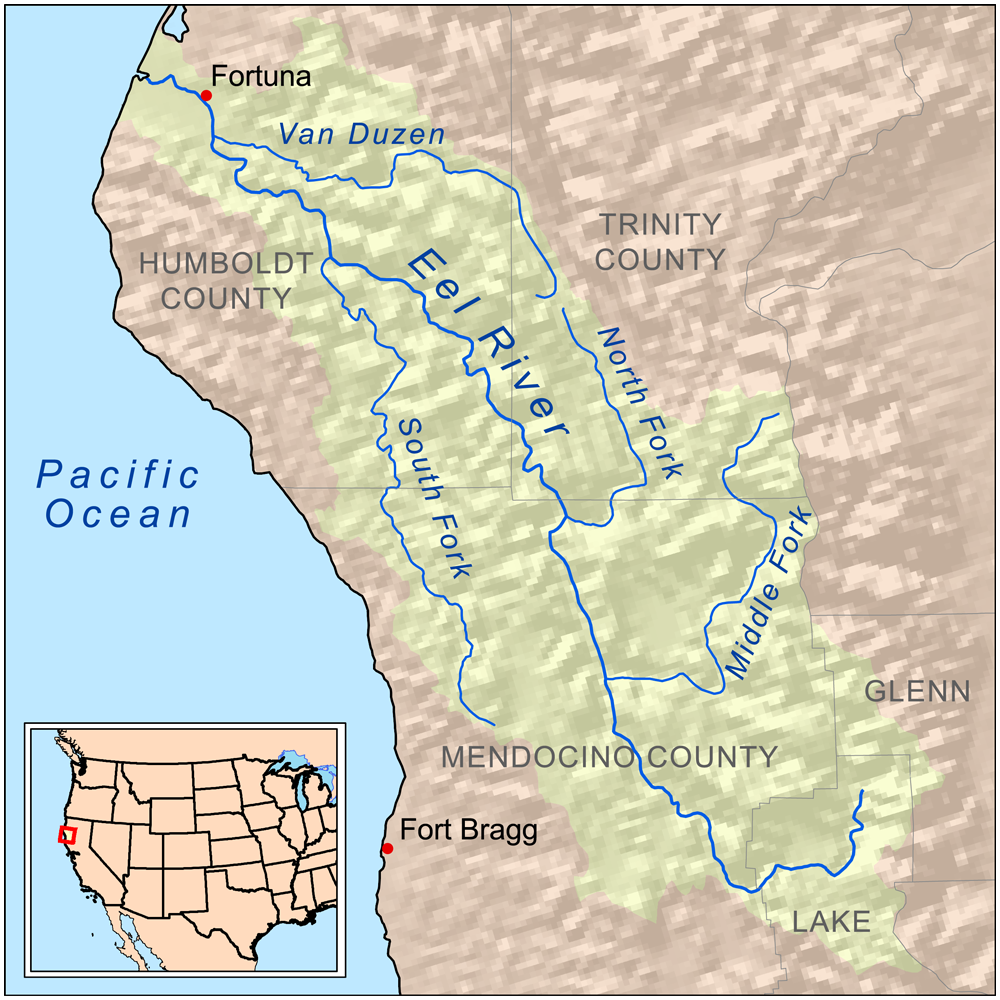
Map de la conca del riu Eel

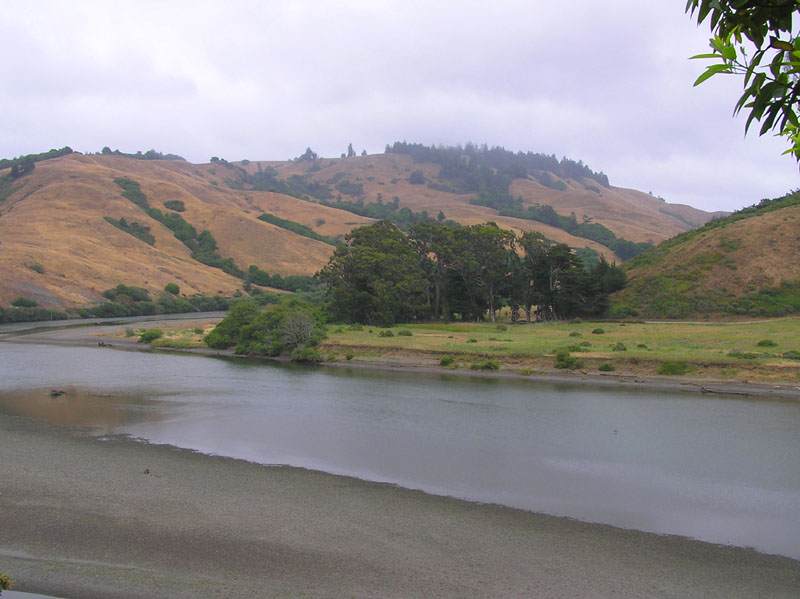
El riu Rus prop de Duncan's Mills

Rius i rierols entre la badia de Humboldt i el estret de Golden Gate que desemboquen a l'oceà Pacífic (de nord a sud; els afluents ordenats per proximitat de la confluència al mar primer).
- Riu Eel 
  - Riu Salt
  - Riu Van Duzen
    - Yager Creek

  - Forquilla sud del riu Eel
    - Bull Creek
    - Branca est de la forquilla sud del riu Eel
    - Cedar Creek
    - Tenmile Creek

  - Forquilla nord del riu Eel
  - Forquilla central del riu Eel
    - Forquilla nord de la forquilla central del riu Eel
    - Thatcher Creek
    - Riu Black Butte
    - Forquilla Rice de la forquilla central del riu Eel

  - Outlet Creek
- Riu Bear
- Riu Mattole 
  - Forquilla nord del riu Mattole
  - Forquilla nord superior del riu Mattole
- Usal Creek
- Riu Ten Mile
- Riu Noyo
- Riu Big
- Riu Little
- Riu Albion
- Big Salmon Creek
  - Little Salmon Creek
- Riu Navarro 
  - Rancheria Creek
  - Anderson Creek
- Riu Garcia
- Riu Gualala 
  - Forquilla Wheatfield del riu Gualala
- Riu Rus 
  - Forquilla est del riu Rus

## Badia de San Francisco
Corrents que desemboquen a la badia de San Francisco o les seves badies afluents (ordenats en el sentit de les agulles del rellotge, començant per la cara nord del estret del Golden Gate; els afluents es llisten per proximitat de la confluència a la badia fins al més llunyans).

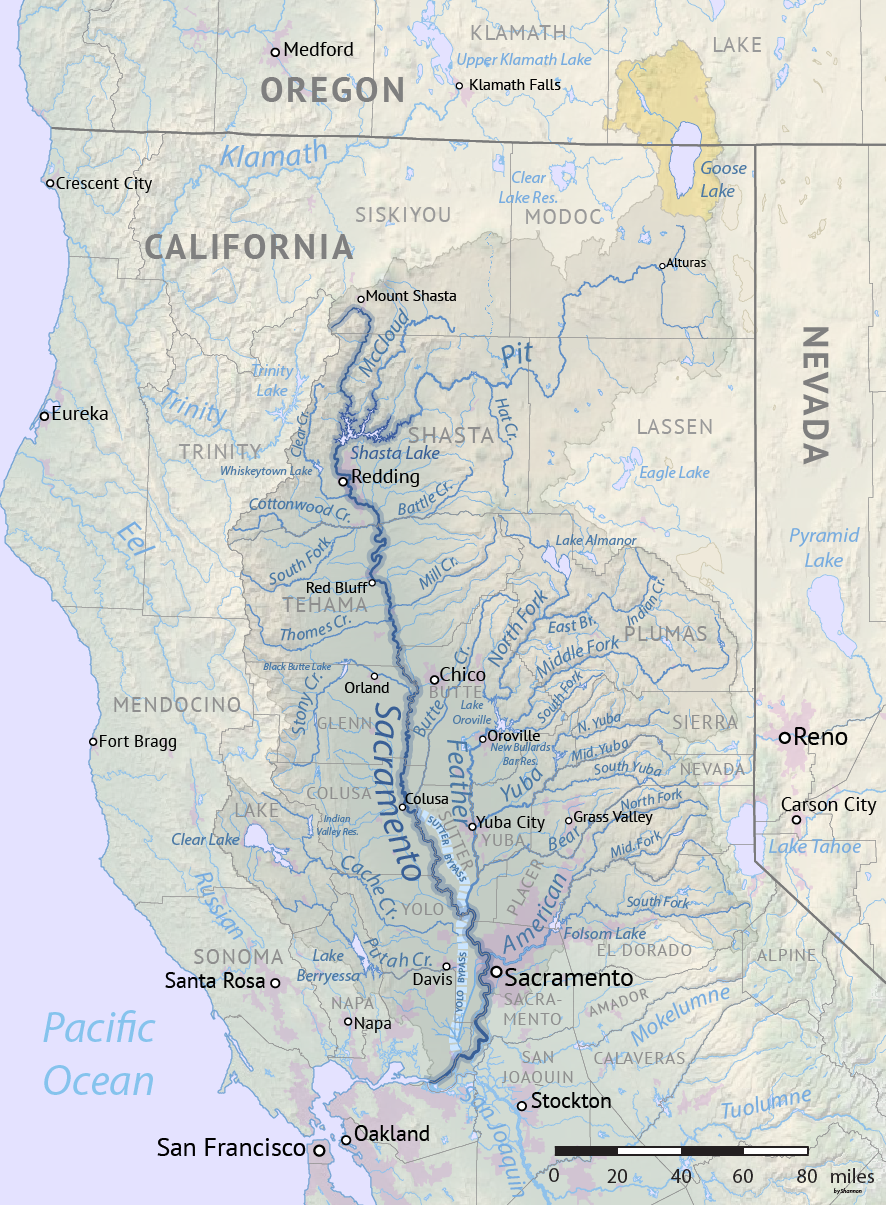
Mapa de la conca del riu Sacramento

### Badia de San Pablo
- Riu Petaluma
- Sonoma Creek
- Riu Napa
  - Carneros Creek

### Badia de Suisun

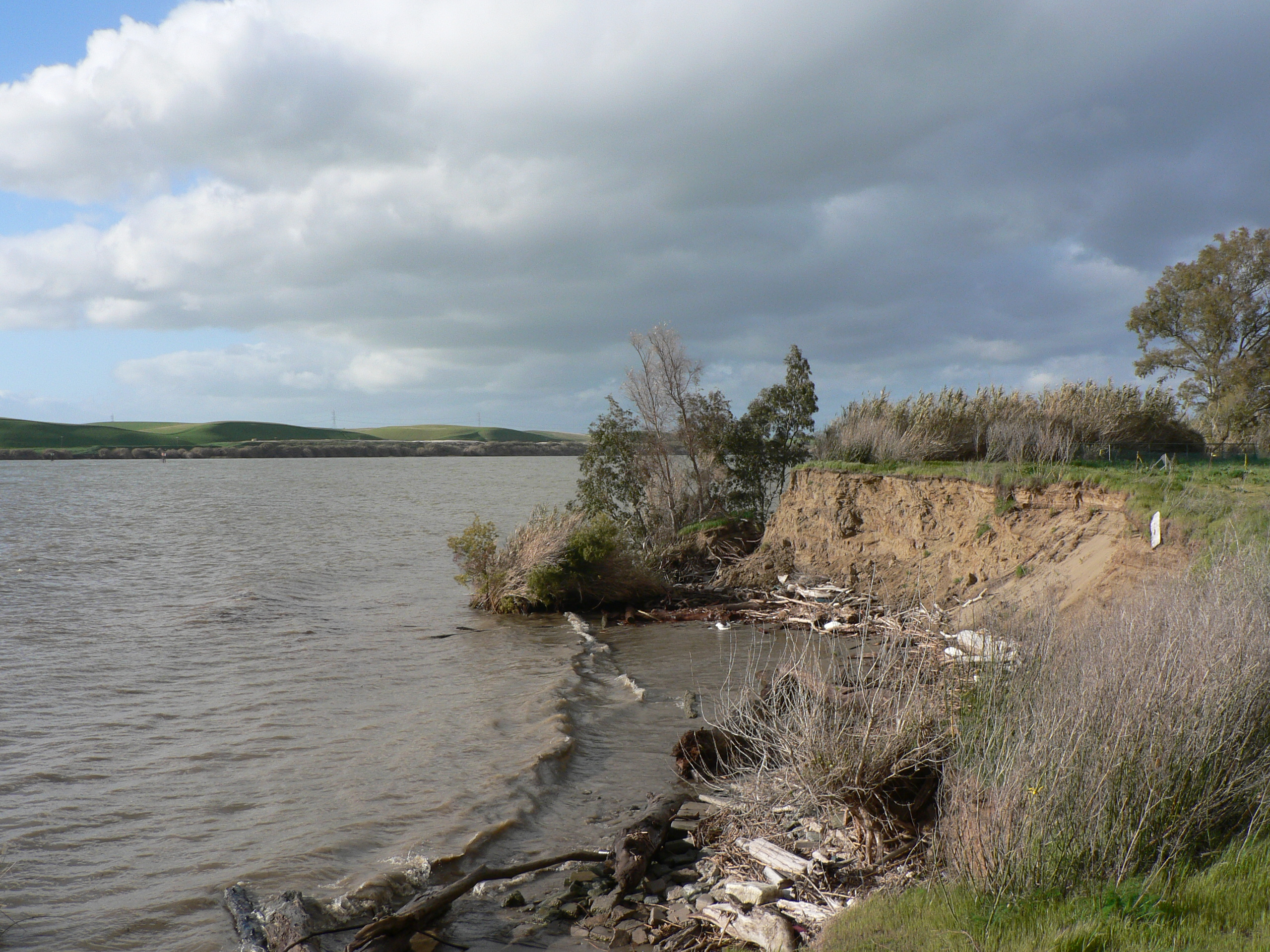
El riu Sacramento prop de la desembocadura

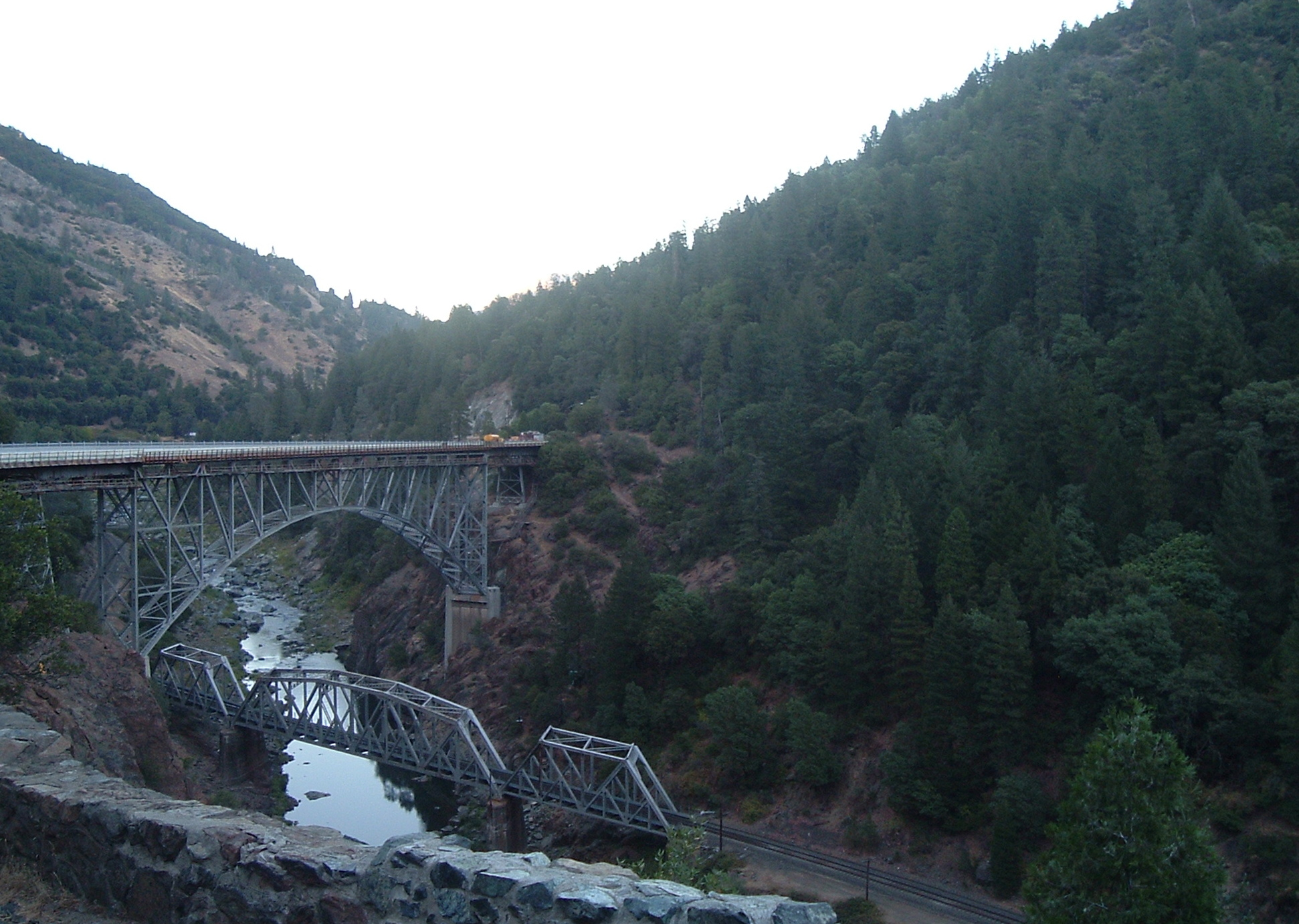
Capçalera del riu Feather

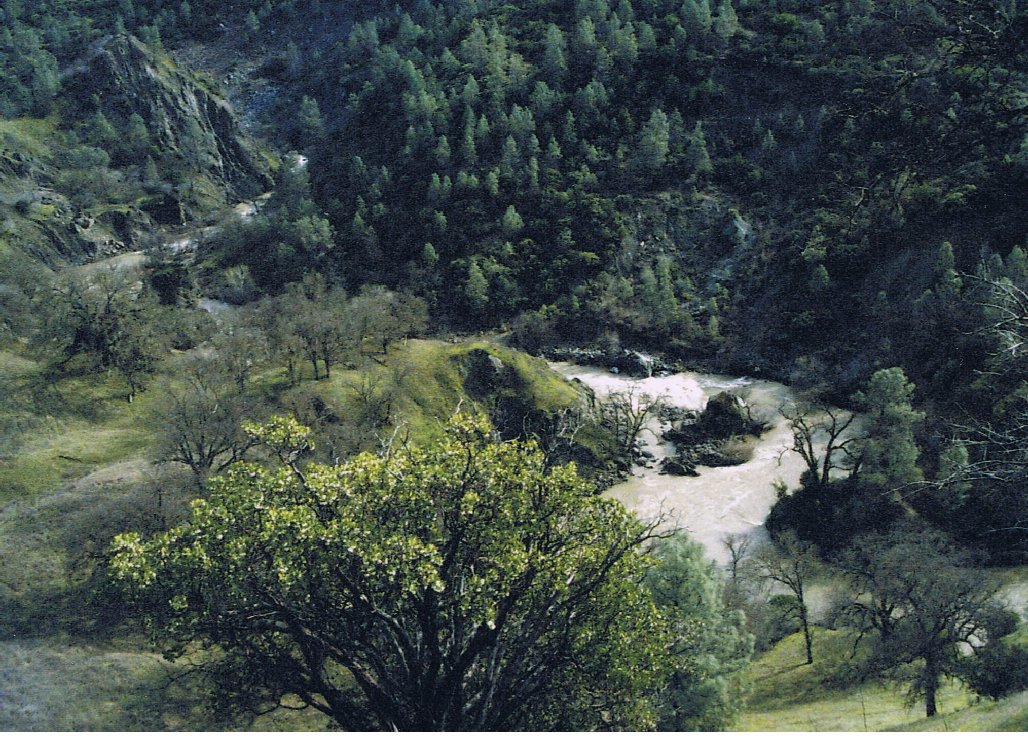
El Cache Creek, a la Serralada Litoral

- Pacheco Creek

### Riu Sacramento
- Cache Slough
  - Steamboat Slough in the Sacramento Delta Region Arxivat 2017-04-15 a Wayback Machine.
  - Miner Slough
  - Lindsey Slough
  - Lookout Slough
  - Ulatis Creek
    - Horse Creek
- Putah Creek
- Riu American
  - Forquilla nord del riu American
  - Forquilla central del riu American
    - Forquilla nord de la forquilla central del riu American
    - Riu Rubicon
      - Gerle Creek

  - Bunch Creek
  - Shirttail Creek
  - Forquilla sud del riu American
    - Slab Creek
    - Silver Creek
- Dry Creek
- Cache Creek
  - Forbes Creek
  - Forquilla nord del Cache Creek
  - Bear Creek
    - Sulphur Creek
- Riu Feather
  - Riu Bear
  - Riu Yuba
    - Riu Yuba del sud
      - Canyon Creek
      - Fordyce Creek

    - Riu Yuba del nord
      - Slate Creek
      - Canyon Creek
      - Riu Downie
        - Pauley Creek
        - Lavazolla Creek

    - Riu Yuba central
      - Riu Fall

  - Forquilla nord del riu Feather
    - Branca oest de la forquilla nord del riu Feather
      - Big Kimshew Creek

    - Branca est de la forquilla nord del riu Feather
      - Indian Creek
        - Last Chance Creek
          - Red Clover Creek

      - Spanish Creek

  - Forquilla central del riu Feather
    - Riu Fall

  - Forquilla sud del riu Feather
- Butte Creek
  - Little Chico Creek
- Stony Creek
  - Grindstone Creek
  - Little Stony Creek
- Big Chico Creek
- Mud Creek
  - Rock Creek
- Burch Creek
- Jewett Creek
- Deer Creek
- Thomes Creek
- Mill Creek
- Elder Creek
- Dye Creek
- Willow Creek
  - Oat Creek
- Antelope Creek
- Red Bank Creek
- Reeds Creek
- Dibble Creek
- Payne's Creek
- Battle Creek
  - Forquilla nord del Battle Creek
  - Forquilla sud del Battle Creek
- Cottonwood Creek
  - Forquilla sud del Cottonwood Creek
    - Salt Creek
    - Forquilla Cold del Cottonwood Creek

  - Forquilla nord del Cottonwood Creek
  - Forquilla central del Cottonwood Creek
    - Beegum Creek
- Bear Creek
- Cow Creek
  - Little Cow Creek
  - Oak Run Creek
  - Clover Creek
  - Old Cow Creek
  - South Cow Creek
- Clear Creek
- Rock Creek
- Spring Creek
  - Forquilla sud de l'Spring Creek
  - Slickrock Creek
  - Boulder Creek
- Flat Creek
- Riu Pit
  - Riu McCloud
  - Squaw Creek
  - Burney Creek
  - Hat Creek
  - Riu Fall

### Riu San Joaquin
- Marsh Creek
- Riu Mokelumne
  - Riu Cosumnes
  - Dry Creek
    - Jackson Creek
    - Sutter Creek

  - Riu Bear
- Riu Calaveras
- Corral Hollow Creek històric
- Riu Stanislaus
  - Black Creek
  - Angels Creek
  - Forquilla sud del riu Stanislaus
  - Rose Creek

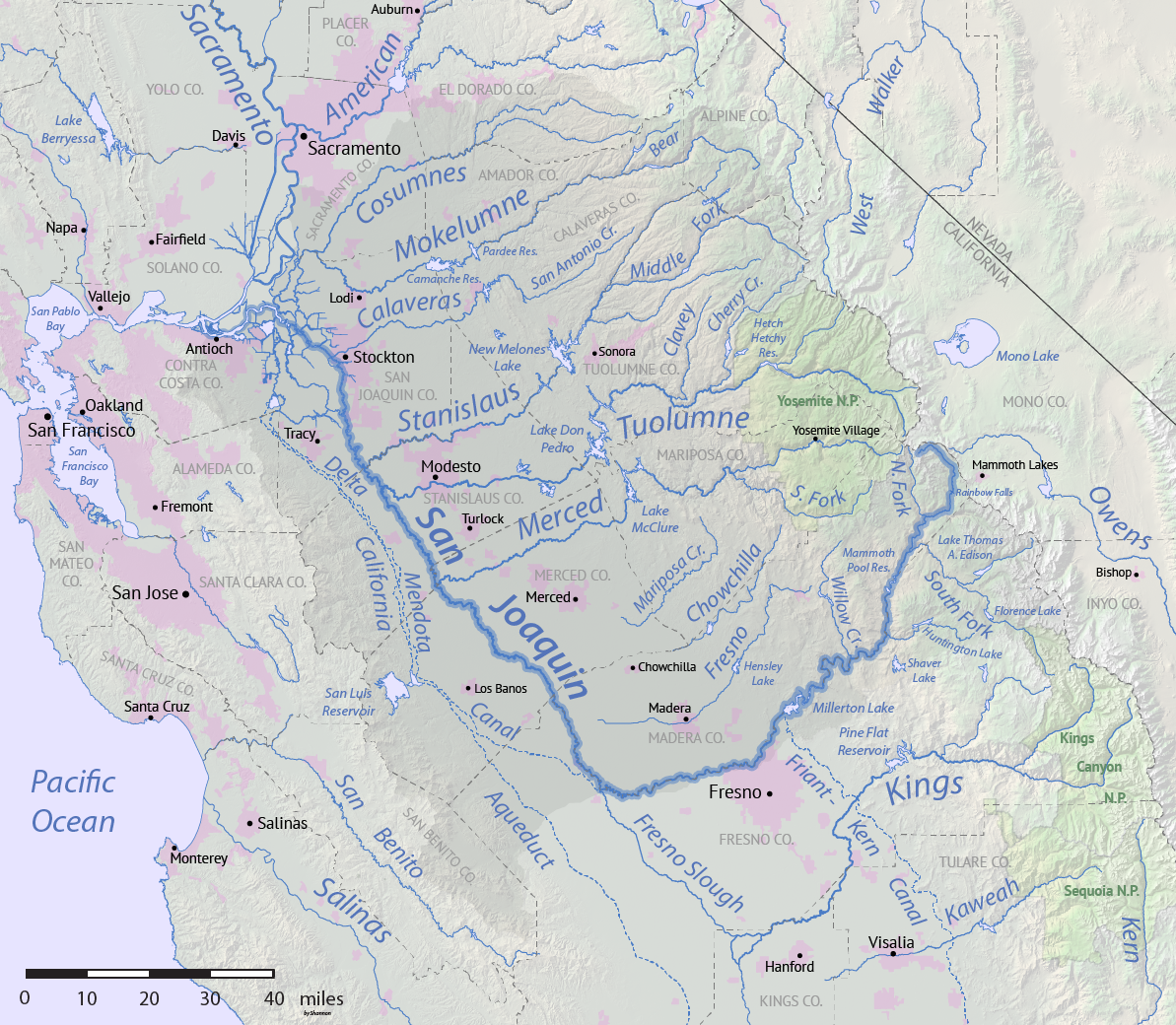
Mapa de la conca del riu San Joaquin

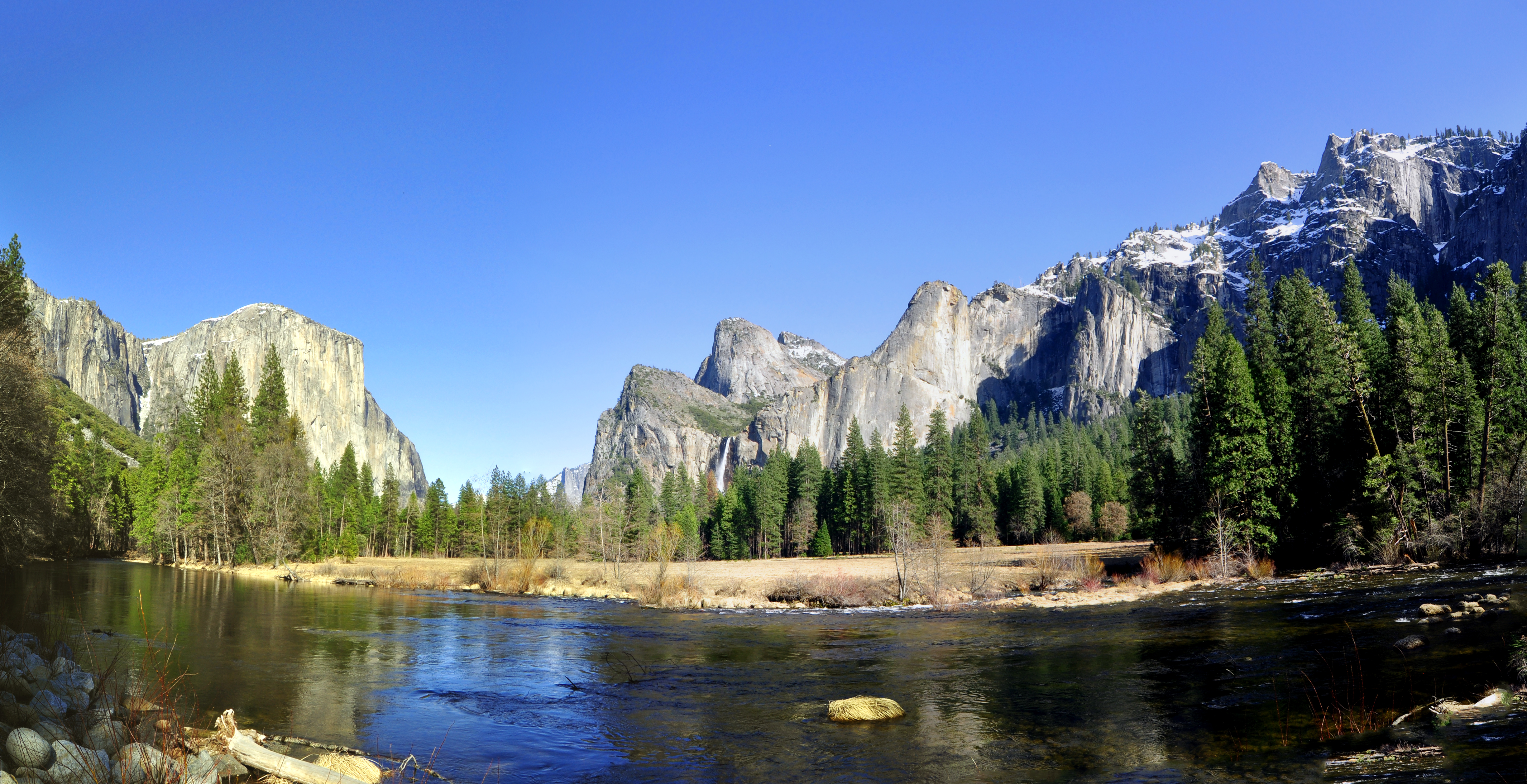
El riu Merced, un afluent del riu San Joaquin, Parc Nacional de Yosemite

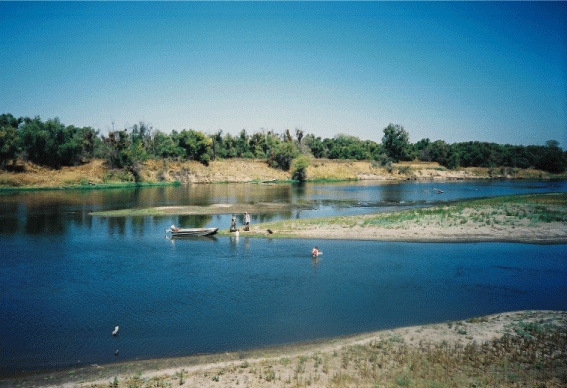
El riu San Joaquin

  - Forquilla central del riu Stanislaus
    - Forquilla Clark de la forquilla central del riu Stanislaus

  - Forquilla nord del riu Stanislaus
    - Griswold Creek
    - Beaver Creek
- Hospital Creek
- Ingram Creek
- Riu Tuolumne
  - Dry Creek
  - Riu Clavey
  - Forquilla sud del riu Tuolumne
  - Forquilla central del riu Tuolumne
    - Cottonwood Creek

  - Cherry Creek
  - Falls Creek
    - Branigan Creek

  - Tiltill Creek
  - Rancheria Creek
    - Breeze Creek

  - Piute Creek
  - Register Creek
  - Ten Lakes Basin Creek
  - Cathedral Creek
    - Forquilla sud del Cathedral Creek

  - Conness Creek
    - Alkali Creek

  - Dingley Creek
  - Delaney Creek
  - Budd Creek
  - Unicorn Creek
  - Forquilla Dana del riu Tuolumne
    - Gaylor Creek
    - Parker Pass Creek
      - Mono Pass Creek

  - Forquilla Lyell del riu Tuolumne
    - Rafferty Creek
      - Evelyn Lake Creek

    - Ireland Creek
    - Kuna Creek
- Del Puerto Creek
- Orestimba Creek
- Riu Merced
  - Bear Creek
  - Dry Creek
  - Forquilla nord del riu Merced
  - Forquilla sud del riu Merced
    - Alder Creek
    - Bishop Creek
      - Elevenmile Creek
        - Rail Creek

  - Bridalveil Creek
  - Yosemite Creek
  - Tenaya Creek
    - Snow Creek

  - Illilouette Creek
  - Fletcher Creek
    - Lewis Creek
      - Florence Creek

  - Forquilla Red Peak del riu Merced
    - Red Devil Creek

  - Forquilla Lyell del riu Merced
    - Hutching Creek

  - Forquilla Merced Peak del riu Merced
  - Forquilla Triple Peak del riu Merced
    - Foerster Creek
- Mud Slough
  - Los Banos Creek
    - Garzas Creek
    - San Luis Creek
- Riu Chowchilla
- Riu Fresno
- Fresno Slough (canal que desvia aigua del riu Kings en temps de sequera)
- Big Creek
- Forquilla nord del riu San Joaquin
- Forquilla central del riu San Joaquin
  - Minaret Creek
- Forquilla sud del riu San Joaquin

### Conca del llac Tulare

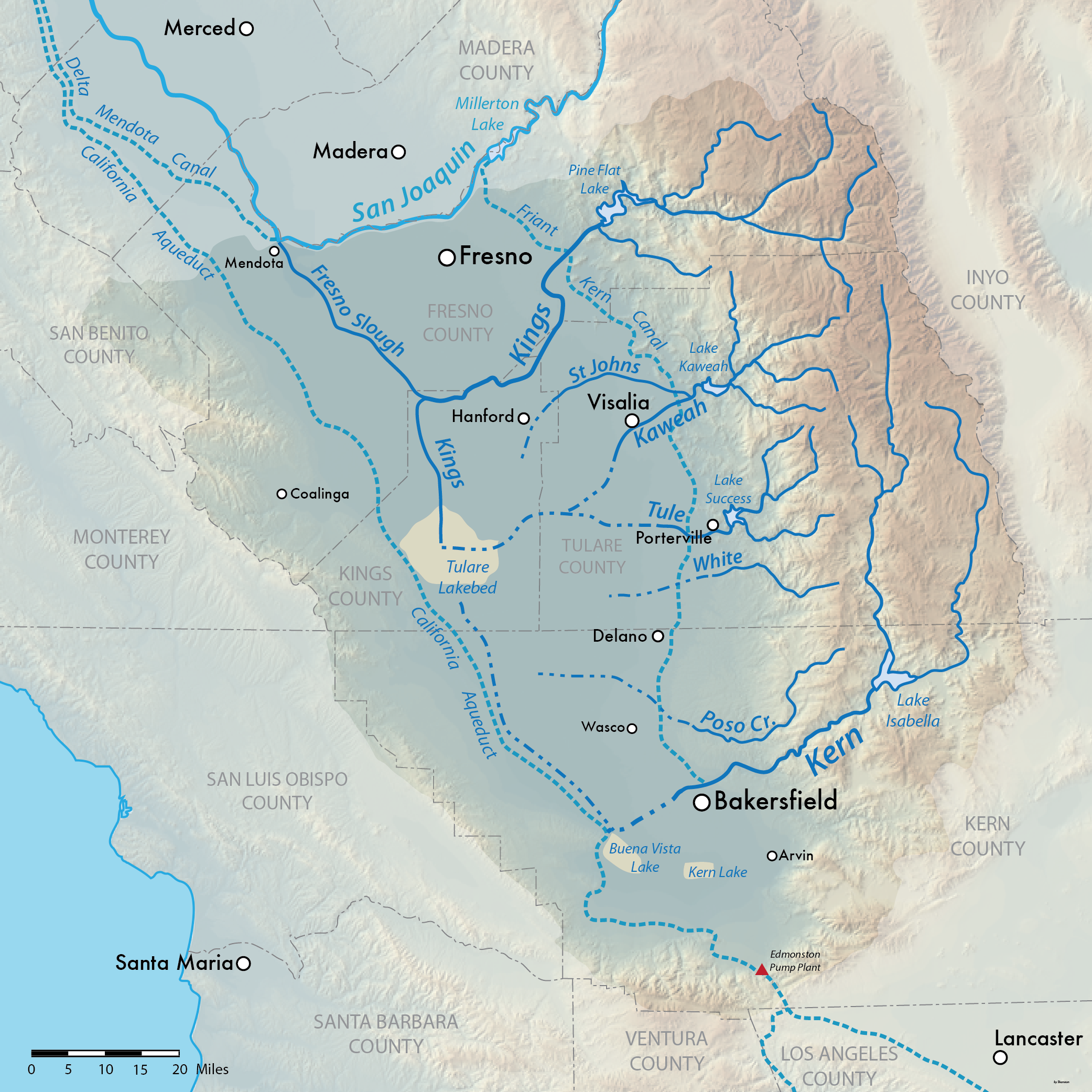
Mapa de la conca del llac Tulare

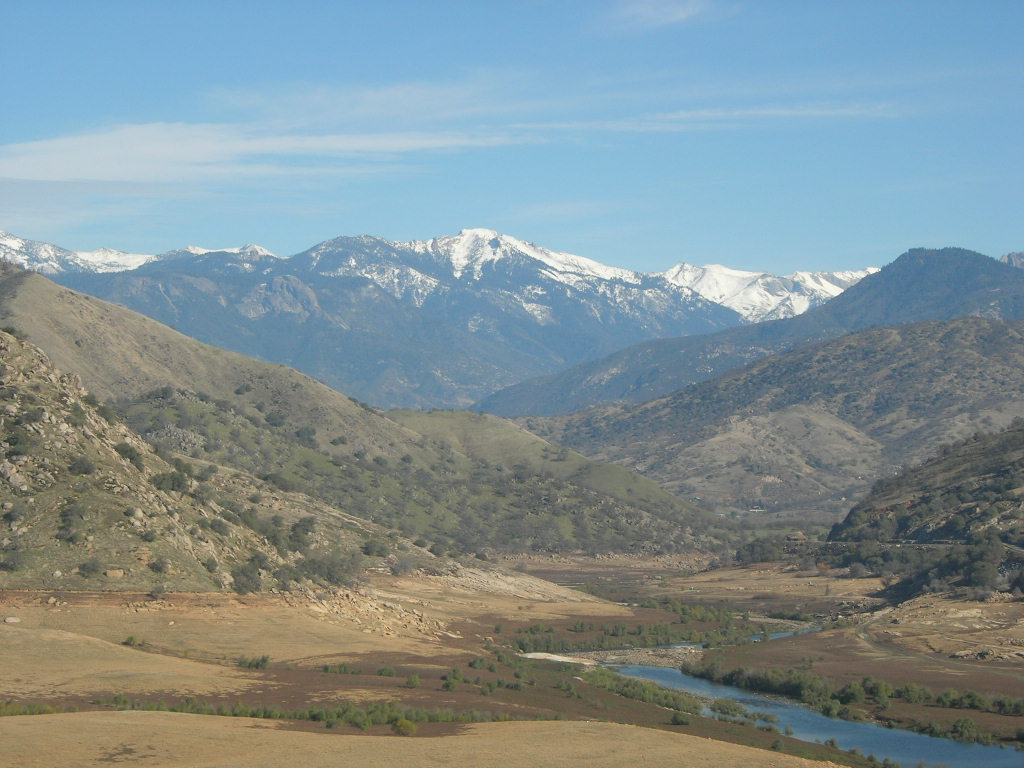
El riu Kaweah als peus de les muntanyes de Sierra Nevada

Generalment una conca endorreica, les aigües d'aquesta regió arriben totes al llac Tulare, el qual alimenta el riu San Joaquin durant els anys d'inundacions, quan el llac es desborda.

#### Riu Kings
El riu Kings es divideix en la Forquilla de nord de distribució, la Forquilla sud de Distribució i la Forquilla Clark de distribució. La Forquilla nord de distribució esta connectada amb el Fresno Slough que aporta aigua al riu San Joaquin (durant les grans inundacions), abans de virar cap al sud i tornar-se a juntar amb les altres dues forquilles per reformar el riu i desembocar en el llac Tulare.
- Los Gatos Creek
- Fish Creek
- Hughes Creek
- Mill Creek
- Presa de Pine Flat
  - Deer Creek
  - Zebe Creek
  - Russian Charlie Creek
  - Lefever Creek
  - Billy Creek
  - Sycamore Creek
  - Big Creek
  - Sacata Creek
  - Redoak Creek
  - Lower Rancheria Creek
  - Sycamore Springs Creek
- Forquilla nord del riu Kings
  - Dinkey Creek
  - Basin Creek
    - Patterson Creek

  - Weir Creek
  - Black Rock Creek
  - Williams Creek
  - Mule Creek
  - Rancheria Creek
  - Teakettle Creek
  - Long Meadow Creek
  - Presa de Wilson
    - Woodchuck Creek
    - Short Hair Creek
    - Sharp Creek

  - Helms Creek
    - Dusy Creek

  - Post Corral Creek
    - Burnt Corral Creek

  - Flemming Creek
  - Nichols Canyon
  - Meadow Brook
  - Fall Creek
  - Llac Division
  - Llac Regiment
- Davis Creek
  - Mill Flat Creek
- Verplank Creek
- Fox Canyon Creek
- Converse Creek
- Spring Creek
- Cabin Creek
- Garlic Meadow Creek
- Rough Creek
- Ten Mile Creek
- Forquilla central del riu Kings
  - Deer Canyon Creek
  - Brush Canyon Creek
  - Tombstone Creek
  - Wren Creek
  - Silver Creek
  - Crown Creek
    - Rogers Creek

  - Gorge of Despair
  - Crystal Creek
  - Blue Canyon Creek
  - Lost Canyon Creek
  - Rattlesnake Creek
  - Alpine Creek
  - Dog Creek
  - Kennedy Creek
  - Dougherty Creek
  - Horseshoe Creek
  - Goddard Creek
    - Disappearing Creek

  - Windy Canyon Creek
  - Cartridge Creek
  - Rimbaud Creek
  - Palisade Creek
    - Cataract Creek
    - Glacier Creek

  - Dusy Branch
  - Llac Helen
- Forquilla sud del riu Kings (aquest és l'actual riu que flueix a través del Canó Kings)
  - Lockwood Creek
  - Redwood Creek
  - Windy Gulch
  - Boulder Creek
  - Grizzly Creek
  - Lightning Creek
  - Deer Cove Creek
  - Lewis Creek
    - Comb Creek

  - Sheep Creek
  - Hotel Creek
  - Riu Roaring
    - Sugarloaf Creek
      - Ferguson Creek

  - Granite Creek
  - Copper Creek
  - Avalanche Creek
  - Bubbs Creek
    - Sphinx Creek
    - Charlotte Creek
    - Cross Creek
    - North Guard Creek
    - East Creek

  - Glacier Creek
  - Gardiner Creek
  - Woods Creek
    - Forquilla sud del Woods Creek

  - Arrow Creek
  - Kid Creek

#### Riu Kaweah
- Yokohl Creek
- Lime Kiln Creek
- Greasy Creek
- Horse Creek
- Forquilla sud del riu Kaweah
  - Cinnamon Creek
  - Grouse Creek
- Forquilla nord del riu Kaweah
  - Yucca Creek
  - Eshom Creek
  - Redwood Creek
  - Dorst Creek
  - Stony Creek
- Salt Creek
- Forquille est del riu Kaweah
  - Squirrel Creek
  - Horse Creek
  - Monarch Creek
  - Eagle Creek
  - Crystal Creek
  - Franklin Creek
- Forquilla Marble del riu Kaweah
  - Elk Creek
  - Suwanee Creek
  - Halstead Creek
  - Sherman Creek
  - Wolverton Creek
  - Clover Creek
  - Stillman Creek
  - Horse Creek
- Forquilla central del riu Kaweah
  - Paradise Creek
  - Crescent Creek
  - Dome Creek
  - Panther Creek
  - Mehrten Creek
  - Castle Creek
  - Buck Creek
  - Cliff Creek
    - Timber Gap Creek

  - Granite Creek
  - Eagle Scout Creek
  - Lone Pine Creek
  - Hamilton Creek
- Riu Saint Johns

#### Riu Tule
- Forquila sud del riu Tule
- Forquila nord del riu Tule
- Forquila central del riu Tule
  - Forquila nord de la forquilla central sud del riu Tule

#### Riu Kern
- Forquilla nord del riu Kern
  - Cannell Creek
  - Salmon Creek
  - Tobias Creek
  - Brush Creek
  - South Creek
  - Dry Meadow Creek
  - Peppermint Creek
  - Durrwood Creek
  - Needlerock Creek
  - Freeman Creek
    - Lloyd Meadows Creek

  - Riu Little Kern
    - Fish Creek
    - Deep Creek
    - Clicks Creek
    - Sagebrush Gulch
    - Alpine Creek
      - Mountaineer Creek
      - Pecks Canyon Creek

    - Table Meadow Creek
    - Soda Springs Creek
    - Lion Creek
    - Willow Creek
    - Tamrack Creek
    - Rifle Creek
    - Shotgun Creek
      - Pistol Creek

  - Rattlesnake Creek
  - Deadman Canyon Creek
  - Soda Creek
  - Osa Creek
  - Hockett Peak Creek
  - Grouse Canyon Creek
  - Manzanita Canyon Creek
  - Ninemile Creek
    - Cold Meadow Creek
    - Red Rock Creek
    - Long Canyon Creek
      - Long Stringer
      - Lost Trout Creek

  - Hells Hole Creek
  - Angora Creek
  - Hell For Sure Creek
  - Leggett Creek
  - Grasshopper Creek
  - Little Kern Lake Creek
  - Rough Creek
  - Coyote Creek
  - Golden Trout Creek
  - Laurel Creek
  - Rattlesnake Creek
  - Big Arroyo
    - Willow Creek
    - Soda Creek
    - Lost Canyon Creek

  - Funston Creek
  - Chagoopa Creek
  - Rock Creek
    - Siberian Pass Creek

  - Red Spur Creek
  - Whitney Creek
    - Crabtree Creek

  - Wallace Creek
  - Riu Kern-Kaweah
    - Picket Creek

  - Tyndall Creek
  - Milestone Creek
- Forquilla sud del riu Kern
  - Kelso Creek
  - Canebrake Creek
  - Bartolas Creek
  - Palome Creek
  - Long Valley Creek
  - Taylor Creek
  - Manter Creek
  - Tibbets Creek
  - Trout Creek
  - Fish Creek
  - Bitter Creek
  - Lost Creek
  - Crag Creek
  - Honeybee Creek
  - Summit Creek
  - Cow Canyon Creek
  - Snake Creek
  - Soda Creek
  - Monache Creek
  - Schaefer Stringer
  - Strawberry Creek
  - Long Stringer
  - Dry Creek
  - Mulkey Creek
  - Movie Stringer
  - Lewis Stringer
  - Kern Peak Stringer

#### Altres
En sentit de les agulles del rellotge al voltant de la conca del llac Tulare, començant pel riu King:
- Riu White (Califòrnia)
- Poso Creek

### Badia de San Francisco (reste)
Continuant en el sentit de les agulles al voltant de les badies de San Pablo i San Francisco:
- Pinole Creek
- San Leandro Creek
- San Lorenzo Creek
- Alameda Creek
- Coyote Creek
- Riu Guadalupe
- Stevens Creek
- San Francisquito Creek
- Redwood Creek
- San Mateo Creek

## Costa Central
Rius que desemboquen a l'oceà Pacífic entre el Golden Gate i Punta Arguello, ordenats de nord a sud.
- San Gregorio Creek
- Pescadero Creek
  - Butano Creek
    - Little Butano Creek
    - Forquilla sud del Butano Creek
    - Forquilla mord del Butano Creek

  - Honsinger Creek
  - Peters Creek
  - Fall Creek
  - Waterman Creek
- San Vicente Creek
- Riu San Lorenzo
  - Carbonera Creek
  - Zayante Creek
    - Bean Creek
- Riu Pajaro
  - Pacheco Creek
  - Riu San Benito
    - Clear Creek

  - Tres Piños Creek
  - Salsipuedes Creek
    - Corralitos Creek
- Elkhorn Slough
  - Carneros Creek
- Riu Salinas
  - Arroyo Seco
  - Riu San Antonio
  - Riu Nacimiento
  - Riu Estrella
- Riu Carmel
- Malpaso Creek
- Riu Little Sur
- Riu Big Sur
  - Pfeiffer-Redwood Creek
- McWay Creek
- Morro Creek
- Los Osos Creek
- San Luis Obispo Creek
- Riu Santa Maria
  - Riu Cuyama
  - Riu Sisquoc
- San Antonio Creek
- Riu Santa Ynez
  - Salsipuedes Creek
    - El Jaro Creek

## Costa Sud
Rius que desemboquen a l'oceà Pacífic al sud de Punta Arguello, ordenats de nord a sud.

### Comtat de Santa Barbara
- Goleta Slough
  - Carneros Creek
  - Atascadero Creek
- Montecito Creek
  - Cold Springs Creek
    - Forquilla est del Cold Springs Creek
    - Forquilla oest del Cold Springs Creek
- Oak Creek
- San Ysidro Creek
- Romero Creek
  - Picay Creek
- Toro Canyon Creek
  - Garapata Creek
  - Buell Reservoir Creek
- Arroyo Paredon
- Santa Monica Creek
  - Franklin Creek
- Carpinteria Creek
  - Gobernador Creek
    - Eldorado Creek
    - Steer Creek

  - Carpinteria Reservoir Creek
- Rincon Creek
  - Casitas Creek
  - Sulphur Creek
  - Catharina Creek

### Comtat de Ventura
- Los Sauces Creek
- Madrianio Creek
- Padre Juan Canyon
- Riu Ventura
  - Manuel Canyon
  - Cañada Larga
  - Cañada de Alisos
  - Coyote Creek
    - Lake Casitas
      - Laguna Creek
      - Willow Creek
      - Santa Ana Creek
        - Roble-Casitas Canal

      - Poplin Creek

    - Deep Cat Lake
    - Forquilla est del Coyote Creek
    - Forquilla oest del Coyote Creek

  - Matilija Creek
    - Rattlesnake Creek
    - Lime Creek
    - Murietta Creek
    - Forquilla central del Matilija Creek
    - Forquilla nord superior del Matilija Creek

  - Forquilla nord del Matilija Creek (juntament amb el Matilija Creek formen les capçaleres del riu Ventura)
- Riu Santa Clara
  - Sespe Creek
  - Piru Creek
  - Castaic Creek
- Calleguas Creek

### Comtat de Los Angeles
- Malibu Creek
- Ballona Creek
- Canal Dominguez
- Riu Los Angeles
  - Compton Creek
  - Rio Hondo
    - Santa Anita Wash

  - Arroyo Seco
  - Verdugo Wash
  - Canal Burbank occidental
  - Tujunga Wash
    - Big Tujunga Creek
      - Lucas Creek
      - Mill Creek
      - Alder Creek

    - Little Tujunga Creek
    - Pacoima Wash

  - Bull Creek
  - Aliso Creek
    - Limekiln Canyon
    - Wilbur Canyon

  - Browns Canyon Wash
    - Diablo Canyon Creek
    - Mormon Canyon Creek

  - Bell Creek
    - Dayton Creek
    - Woolsey Canyon Creek

  - Arroyo Calabasas
    - Dry Creek

### Comtat d'Orange
- Riu San Gabriel
  - Coyote Creek
    - Carbon Creek
    - Moody Creek
    - Fullerton Creek
    - La Canada Verde Creek
      - La Mirada Creek

    - Brea Creek
      - Canal de desviament d'inundacions de San Jose
      - Tonner Canyon

    - Imperial Creek

  - Forquilla est del riu San Gabriel
  - Forquilla oest del riu San Gabriel
- Riu Santa Ana
  - Canal Greenville-Banning
    - Canal Huntington Beach

  - Santiago Creek
    - Handy Creek
    - Llac Irvine (embassament de control d'inundacions, lleure i subministrament d'aigua)
      - Limestone Canyon Creek

    - Black Star Canyon Creek
    - Baker Canyon Creek
    - Silverado Canyon
      - Ladd Canyon
      - White Canyon
      - Halfway Canyon
      - Pine Canyon
      - Lost Woman Canyon
      - Spruce Canyon

    - Williams Canyon
      - Spring Canyon

    - Harding Creek
      - Modjeska Creek

    - Bear Trap Canyon Creek

  - Blue Mud Creek
  - Brush Creek
  - Aliso Creek
    - Bane Canyon Creek
    - Water Canyon Creek

  - Fresno Canyon
  - Wardlow Wash
  - Chino Creek
    - Mill Creek
      - Etiwanda Creek
      - Cucamonga Creek
      - Deer Creek
        - Day Canyon Wash
        - Calamity Creek

    - San Antonio Creek
      - Stoddard Creek
      - Kerkhoff Creek
      - Bear Creek
      - Icehouse Creek
        - Cedar Creek

  - Temescal Creek
    - Oak Avenue Drain
      - Mabey Canyon Wash
      - Hagador Canyon Wash
        - Tin Mine Canyon Creek

    - Canal Arlington Valley
    - Main Street Canyon Wash
      - Eagle Canyon Creek

    - Joseph Canyon
    - Bedford Canyon Wash
    - Cajalco Canyon
    - Olsen Canyon Wash
    - Brown Canyon Wash
      - McBribe Canyon Creek

    - Coldwater Canyon Creek
    - Dawson Canyon Wash
    - Mayhew Canyon Wash
    - Indian Canyon Creek
    - Horsetheif Canyon Wash
      - Cow Canyon Creek

    - Rice Canyon Wash
      - Bishop Canyon Wash

    - Gavilan Wash in Walker Canyon
    - Arroyo Del Toro
    - Wasson Canyon Wash
    - Llac Elsinore
      - McVicker Canyon Wash
      - Leach Canyon Wash
      - Riu San Jacinto
        - Llac Canyon
          - Salt Creek

        - Canal Perris Valley
        - Bautista Creek
          - Indian Creek

        - Forquilla nord del riu San Jacinto
          - Logan Creek
          - Stone Creek
          - Black Mountain Creek
          - Fuller Mill Creek

        - Forquilla sud del riu San Jacinto
          - Dry Creek
          - Spillway Creek
          - Strawberry Creek
          - Herkey Creek
          - Fobes Creek

  - Canal de control d'inundacions Riverside
  - Canal Sunnyslope
  - Arroyo Tequesquito
  - Warm Creek
    - Lytle Creek
      - Cajon Wash
        - Cable Creek
        - Lone Pine Creek
        - Crowder Creek

      - Grapevine Creek
      - Meyer Creek
      - Forquilla sud del Lytle Creek
        - Bonita Creek

      - Forquilla central del Lytle Creek
      - Forquilla nord del Lytle Creek
        - Coldwater Canyon Creek
        - Paiute Canyon
        - Dog Bone Canyon

    - East Twin Creek
      - Strawberry Creek

    - Sand Creek

  - City Creek
    - Bledsoe Gulch
    - Schenk Creek
    - Forquilla est del City Creek
    - Forquilla oest del City Creek

  - Elder Gulch
  - Plunge Creek
    - Oak Creek
    - Fredalba Creek
    - Little Mill Creek

  - Mill Creek
    - Spoor Creek
    - Mountain Home Creek
      - Skinner Creek
      - Forquilla est del Mountain Home Creek

    - Glen Martin Creek
    - Frustration Creek
    - Monkeyface Creek
    - Oak Cove Creek
    - Bridal Veil Creek
    - Hatchery Creek
    - Momyer Creek
    - Slide Creek
    - Alger Creek
    - Falls Creek
    - Vivian Creek
    - High Creek

  - Morton Creek
  - Deep Creek
  - Government Creek
  - Warm Springs Creek
  - Alder Creek
  - Keller Creek
    - Monroe Creek

  - Crystal Creek
  - Breakneck Creek
  - Bear Creek
    - Forquilla Nord del Bear Creek
    - Siberia Creek
    - North Creek
    - Grout Creek
    - Minnelusa Creek
    - Rathbun Creek
    - Sawmill Creek

  - Deer Creek
  - Mile Creek
  - Cienaga Creek
  - Barton Creek
  - Hamilton Creek
  - Converse Creek
  - Staircase Creek
  - Forquilla sud del riu Santa Ana
  - Lost Creek
  - Wildhorse Creek
  - Cienaga Seca Creek
  - Heart Bar Creek
  - Coon Creek

#### Badia de Newport
- Upper Newport
  - Big Canyon
  - Canal de Santa Isabel
  - Canal de Dehli
  - San Diego Creek
    - Bonita Canyon Creek
      - Embassament de Bonita Canyon

    - Sand Canyon Wash
      - Embassament de Sand Canyon

    - San Joaquin Wash
      - Embassament de San Joaquin

    - Peters Canyon Wash
      - Canal de Santa Ana
      - Rattlesnake Canyon Creek
      - Embassament de Peters Canyon

    - Canal de Marshburn
    - Bee Canyon Wash
      - Round Canyon
      - Embassament de Bee Canyon

    - Agua Chinon Creek
      - Borrego Canyon

    - Serrano Creek
      - La Cañada Wash

  - Canal de Santa Ana-Delhi
  - Big Canyon Creek

#### Costa Sud del Comtat d'Orange
- Buck Gully
- Morning Canyon
- Los Trancos Canyon
- Reef Point Creek
- Muddy Canyon Creek
- El Moro Canyon Creek
- Emerald Canyon Creek
- Boat Canyon Creek
- Laguna Canyon
  - Willow Canyon Creek
    - Laurel Canyon Wash

  - El Toro Creek
  - Camarillo Canyon
  - Little Sycamore Canyon
- Bluebird Canyon Creek
- Hobo Canyon
- Aliso Creek
  - Wood Canyon Creek
  - Sulphur Creek
    - Canal de Narco
    - Embassament de Sulphur Creek
    - Niguel Drain

  - Forquilla Dairy del Aliso Creek
  - Canal de Aliso Hills
  - Munger Creek
  - English Canyon Creek
- Salt Creek
  - San Juan Canyon Creek
  - Canal de Arroyo Salada Storm
  - Sea Canyon Creek
- North Creek
- San Juan Creek
  - Trabuco Creek
    - Oso Creek
      - Llac Mission Viejo
      - Embassament de Upper Oso
      - La Paz Creek

    - Tijeras Canyon Creek
      - Cañada Chiquita

    - Live Oak Canyon Creek
    - Hickey Canyon Creek
    - Rose Canyon Creek
    - Falls Canyon Creek
    - Holy Jim Creek

  - El Horno Creek
  - Cañada Chiquita
  - Cañada Gobernadora
    - Wagon Wheel Canyon Creek

  - Trampas Canyon
  - Verdugo Canyon Wash
  - Bell Canyon
    - Crow Canyon Creek
    - Dove Canyon Creek
    - Fox Canyon Creek

  - Lucas Canyon Creek
    - Aliso Canyon Creek

  - Cold Springs Creek
  - Hot Springs Creek
    - torrent provinent de les Cascades de San Juan
    - Chiquito Spring Creek

  - Lion Canyon Creek
  - Bear Canyon Creek
  - Morrell Canyon
    - Long Canyon Creek
      - Arroyo El Cariso

    - Decker Canyon
- Prima Deshecha Cañada
- Segunda Deshecha Cañada

### Comtat de San Diego
- San Mateo Creek
  - Cristianitos Creek
    - Talega Creek
    - Gabino Creek
      - La Paz Creek

  - Devil Canyon Creek
    - Cold Spring Canyon Creek

  - Nickel Creek
  - Bluewater Creek
  - Tenaja Creek
  - Los Alamos Canyon Creek
    - Wildhorse Canyon Creek
- San Onofre Creek
  - Forquilla sud del San Onofre Creek
  - Forquilla nord del San Onofre Creek
    - Jardine Creek
- Foley Creek
- Horno Creek
- Las Flores Creek
  - Piedra de Lumbre Canyon Creek
- Aliso Creek
- French Creek
- Cockleburr Creek
- Riu Santa Margarita
  - Newton Canyon
  - Pueblitos Canyon
  - Wood Canyon
  - DeLuz Creek
  - Sandia Creek
  - Rainbow Creek
  - Temecula Creek
    - Pechanga Creek
    - Llac Vail
      - Kolb Creek
        - Arroyo Seco Creek

      - Wilson Creek

    - Long Canyon
    - Cottonwood Creek
    - Tule Creek
    - Chihuahua Creek
    - Rattlesnake Creek
    - Kohler Canyon

  - Murrieta Creek
    - Empire Creek
      - Long Canyon

    - Santa Gertrudis Creek
      - Tucalota Creek
        - Rawson Canyon

      - Long Valley Creek

    - Warm Springs Creek
      - French Valley Creek

    - Kalmia Creek
    - Miller Canyon Creek
    - Cole Canyon Creek
    - Vail Canyon Creek
      - Slaughterhouse Canyon

    - Bundy Canyon
- Riu San Luis Rey
  - Forquilla oest del riu San Luis Rey
- Loma Alta Creek
- Buena Vista Lagoon
  - Buena Vista Creek
- Agua Hedionda Lagoon
  - Agua Hedionda Creek
    - Buena Creek
    - Escondido Creek
- Riu San Dieguito
  - Santa Maria Creek
  - Santa Ysabel Creek
    - Temescal Creek
- Riu San Diego (històricament desembocava a la badia de San Diego, però els canals de control d'inundacions modenrs han desviat la riba nord de la badia i ara desemboca directament a l'Ocebà Pacífic)
  - Oak Canyon Creek
  - Spring Canyon Creek
  - Forester Creek
  - Los Coches Creek
  - San Vicente Creek
  - Wildcat Canyon Creek
  - Chocolate Creek
  - Conejos Creek
  - Sand Creek
  - Isham Creek
  - Boulder Creek
  - Cedar Creek
  - Ritchie Creek
  - Dye Canyon Creek
  - Iron Springs Canyon Creek
  - Temescal Creek
  - Sentenac Creek
  - Coleman Creek
    - Baily Creek
    - Eastwood Creek

#### Badia de San Diego
Afluents que desemboquen a la badia de San Diego de nord a sud:
- Chollas Creek
- Paradise Creek
- Riu Sweetwater
- Riu Otay

Per sota de la badia de San Diego
- Riu Tijuana

## Golf de Califòrnia
Rius que desemboquen al golf de Califòrnia:
- Riu Colorado
  - Milpitas Wash
  - McCoy Wash
  - Gene Wash
  - Chemehuevi Wash
  - Piute Wash

## Plana de Carrizo
La plana de Carrizo és una gran vall tancada prop de la costa central que desemboca al llac Soda.
- Wallace Creek

## Llac Salton
Rius que desemboquen al llac Salton:
- Salt Creek
  - Dos Palmas Creek
  - Red Canyon Wash
- Box Canyon Wash
- Riu Whitewater
  - Riu San Gorgonio
- Barton Canyon Wash
  - Alano Canyon Wash
  - Sheep Canyon Wash
- Travertine Palms Wash
- Garner Wash
- Wonderstone Wash
- Gravel Wash
- Big Wash
- Grave Wash
- Coral Wash
- Palm Wash
- Anza Ditch
- Arroyo Salada
- Tule Wash
- San Felipe Creek
  - Carrizo Creek
    - Barret Canyon
    - Deguynos Canyon
      - Gert Wash
      - Red Rock Canyon

    - Vallecito Creek
      - Arroyo Seco del Diablo
      - Arroyo Tapiado
      - Arroyo Hueso
      - Canebreak Wash
        - North Wash

      - June Wash
      - Squaw Canyon Wash
      - Bisnaga Alta Wash
      - Smugglers Canyon
      - Storm Canyon Wash
      - Cottonwood Canyon
      - Box Canyon Wash
      - Oriflamme Canyon
      - Rodriquez Canyon

    - Bow Willow Creek
    - Rockhouse Canyon
    - Goat Canyon
    - Tule Canyon
    - Walker Canyon

  - Tarantula Wash
  - Fish Creek Wash
  - Palo Verde Wash
  - Harper Canyon Wash
  - Fault Wash
  - Third Wash
  - Big Wash
  - Hills of the Moon Wash
  - Rainbow Wash
  - Borrego Sink Wash
    - Borrego Sink
      - Culp Canyon Wash
        - Tubb Canyon

      - Borrego Palm Canyon Wash
        - Hellhole Canyon
        - Henderson Canyon
        - Borrego Palm Canyon

      - Coyote Creek
        - Indian Creek
        - Salvadore Canyon Creek
        - Alder Canyon Creek
        - Horse Canyon Creek
        - Tule Canyon Creek
        - Alder Canyon Creek
        - Nance Canyon Creek

  - Pinyon Wash
    - Bighorn Wash
    - Nolina Wash

  - Mine Wash
  - Chuckwalla Wash
  - Grapevine Canyon
    - Bitter Creek Canyon

  - Banner Creek
- Riu New
  - Coyote Wash
    - Palm Canyon Wash
    - Forquilla sud del Coyote Wash
    - Myer Creek

  - Pinto Wash
- Riu Alamo

## Gran Conca
Rius de la Gran Conca ordenat de nord a sud:

### Del nord-est de Califòrnia fins al riu Walker
- Riu Lost
- Riu Susan
- Long Valley Creek
- Riu Truckee
  - Trout Creek
  - Llac Tahoe (en sentit de les agulles des del riu Truckee inferior)
    - Griff Creek
    - Incline Creek
    - North Canyon Creek
    - Trout Creek
    - Riu Truckee superior
    - Taylor Creek
    - Meeks Creek
    - Blackwood Creek
    - Ward Creek

  - Martis Creek
  - Riu Little Truckee
- Riu Carson
  - Forquilla est del riu Carson
  - Forquilla oest del riu Carson
- Riu Walker
  - Riu East Walker
  - Riu West Walker
    - Riu Little Walker

### Llac Mono
Rius que desemboquen en el salí i endorreïc llac Mono de l'est de Califòrnia, des del nord i seguint en sentit de les agulles:
- Cottonwood Creek
- Rancheria Gulch
- Wilson Creek
- Mill Creek
  - Deer Creek
  - Forquilla sud del Mill Creek
    - Lake Canyon Creek
- Dechambeau Creek
- Lee Vining Creek
  - Beartrack Creek
  - Gibbs Canyon Creek
  - Forquilla Warren
  - Mine Creek
    - Glacier Canyon Creek

  - Saddlebag Creek
- Rush Creek
  - Walker Creek
  - Parker Creek
  - Alger Creek
  - Reversed Creek
    - Fern Creek
    - Yost Creek

  - Crest Creek
- Dry Creek

### Riu Owens, Vall de la mort i desert de Mojave
- Riu Amargosa
- Riu Owens
  - Lone Pine Creek
  - Big Pine Creek
  - Bishop Creek
  - Rock Creek
    - Pine Creek
      - Morgan Creek

  - Hot Creek
  - Deadman Creek
- Cache Creek
- Riu Mojave
  - Forquilla oest del riu Mojave
  - Deep Creek
- Little Rock Creek
- Big Rock Creek